# Marcel Barinka
Marcel Barinka (* 23. März 2001 in Prag) ist ein deutsch-tschechischer Eishockeyspieler. Der Center spielt seit November 2023 für HC Vítkovice in der tschechischen Extraliga. In der Deutschen Eishockey Liga (DEL) absolvierte er zwischen 2020 und 2023 insgesamt 145 Partien für die Kölner Haie, Eisbären Berlin, Augsburger Panther und Iserlohn Roosters.

## Karriere

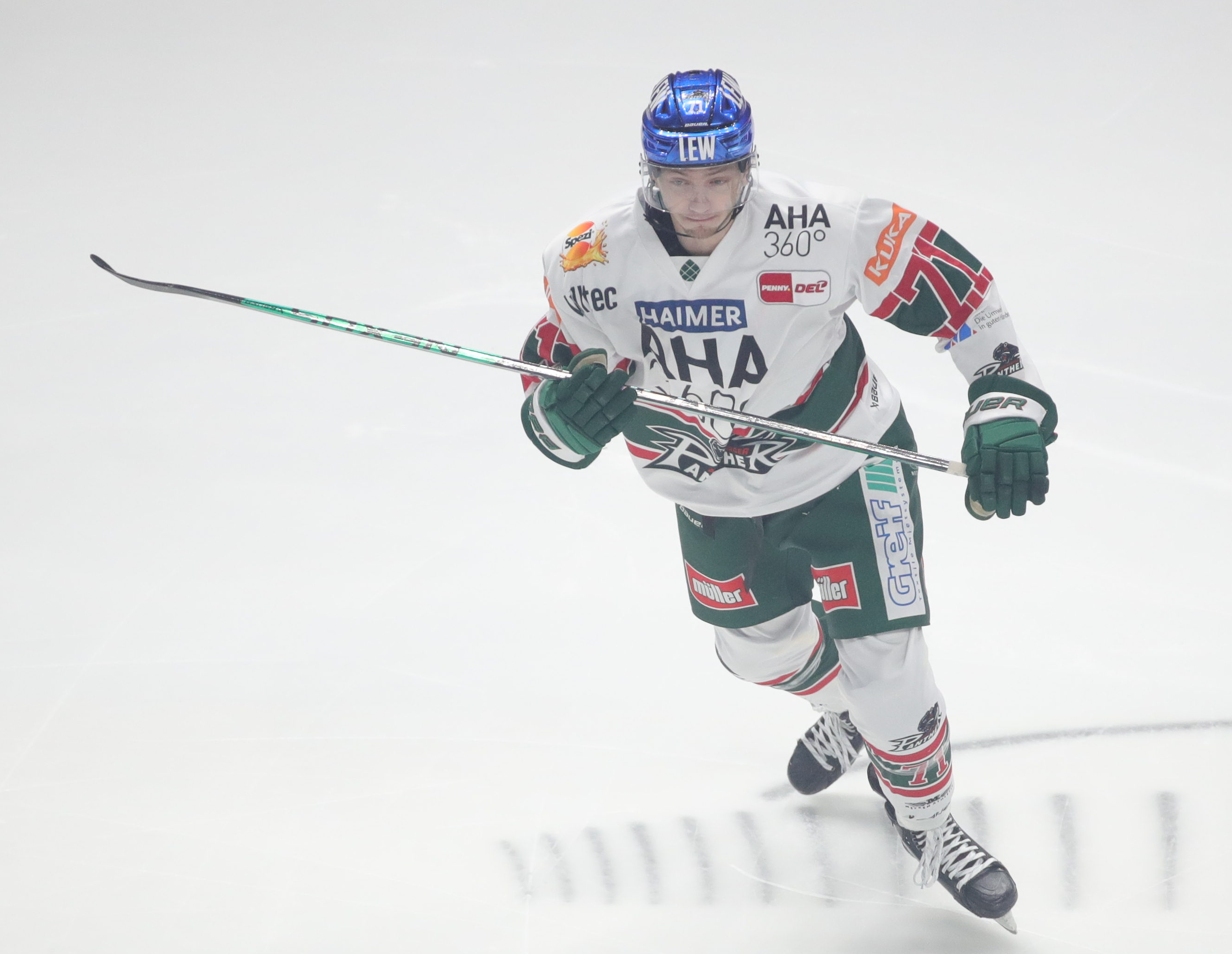
Barinka im Trikot der Augsburger Panther (2023)

Marcel Barinka begann beim HC Slezan Opava mit dem Eishockeyspielen, wechselte aber schon mit 13 Jahren in die U16-Mannschaft des HC Sparta Prag. Nach einer Saison in der Hockey Academy des EC Red Bull Salzburg wechselte er im Sommer 2018 in die kanadische Nachwuchsliga Ligue de hockey junior majeur du Québec (LHJMQ). Er spielte zwei Jahre lang für die Halifax Mooseheads, die ihn im CHL Import Draft 2018 in der zweiten Runde an 106. Stelle ausgewählt hatten.
Vor dem Hintergrund der COVID-19-Pandemie kehrte Barinka im November 2020 nach Europa zurück und spielte mit den Kölner Haien aus der Deutschen Eishockey Liga (DEL) seine erste Saison im Seniorenbereich. Mit acht Toren und 14 Vorlagen in 38 Spielen gehörte er auf Anhieb zu den fünf erfolgreichsten Scorern des Teams. In der darauffolgenden Spielzeit steigerte er seine Torausbeute auf elf Treffer.
Nach zwei Jahren in Köln erhielt er zur Saison 2022/23 einen Vertrag bei den Eisbären Berlin, dem damals amtierenden Deutschen Meister. Nachdem er in den ersten 15 Saisonspielen aber nur ein Tor erzielt hatte und die in ihn gesetzten Erwartungen damit nicht erfüllen konnte, wurde der Vertrag bereits im November 2022 wieder aufgelöst und Barinka wechselte zu den Augsburger Panthern. Mit 17 Scorerpunkten aus 32 Spielen konnte er dort ungefähr an die Punkteausbeute aus Kölner Zeiten anknüpfen.
Zur Saison 2023/24 wurden die Iserlohn Roosters dann seine vierte DEL-Station. Mit zwei Toren und einer Plus/Minus-Bilanz von −11 nach zwölf Spielen blieb er aber auch dort hinter den Erwartungen zurück und wurde immer seltener eingesetzt. Nach gut drei Monaten wurde der Vertrag aufgelöst und Barinka wechselte zum HC Vítkovice in die tschechische Extraliga.

## Erfolge und Auszeichnungen
- 2016 Tschechischer U16-Meister mit dem HC Sparta Prag
- 2017 Tschechischer U16-Meister mit dem HC Sparta Prag
- 2017 Bronzemedaille bei der World U-17 Hockey Challenge

## Karrierestatistik
Stand: Ende der Saison 2023/24

### International
Vertrat Tschechien bei:
- World U-17 Hockey Challenge 2017
- Hlinka Gretzky Cup 2018
- U18-Junioren-Weltmeisterschaft 2019

(Legende zur Spielerstatistik: Sp oder GP = absolvierte Spiele; T oder G = erzielte Tore; V oder A = erzielte Assists; Pkt oder Pts = erzielte Scorerpunkte; SM oder PIM = erhaltene Strafminuten; +/− = Plus/Minus-Bilanz; PP = erzielte Überzahltore; SH = erzielte Unterzahltore; GW = erzielte Siegtore; 1 Play-downs/Relegation; Kursiv: Statistik nicht vollständig)

## Persönliches
Marcel Barinka stammt aus einer Eishockeyfamilie. Sein Vater Michal Barinka spielte unter anderem 34-mal in der National Hockey League (NHL) und gewann mit der tschechischen Nationalmannschaft bei der Weltmeisterschaft 2010 die Goldmedaille. Sein Großvater Alois Hadamczik war vor allem als Trainer erfolgreich und führte die Nationalmannschaft als Cheftrainer unter anderem bei den Olympischen Winterspielen 2006 zu Olympiabronze und im selben Jahr ins WM-Finale.